# Eerste divisie 1967/68
Het seizoen 1967/68 van de Nederlandse Eerste divisie had Holland Sport als kampioen. De club uit Den Haag promoveerde daarmee samen met AZ '67 naar de Eredivisie.

## Eerste divisie

### Deelnemende teams
| Club             | Plaats           | Accommodatie                | Capaciteit | Trainer                        |
| ---------------- | ---------------- | --------------------------- | ---------- | ------------------------------ |
| AZ '67           | Alkmaar          | Alkmaarderhout              | 20.000     | Leslie Talbot                  |
| Blauw-Wit        | Amsterdam        | Olympisch Stadion (bijveld) | 6.000      | Jany van der Veen              |
| D.F.C.           | Dordrecht        | Krommedijk                  | 12.000     | Jacques de Wit                 |
| De Volewijckers  | Amsterdam        | Buiksloterbanne             | 12.500     | Bert Jacobs                    |
| Eindhoven        | Eindhoven        | Aalsterweg                  | 27.000     | Tonny Dumoulin                 |
| Elinkwijk        | Utrecht          | Amsterdamsestraatweg        | 13.000     | Jan de Bouter                  |
| FC Den Bosch '67 | 's-Hertogenbosch | De Vliert                   | 25.000     | Ron Dellow                     |
| FC VVV           | Venlo            | De Kraal                    | 17.500     | Jean Janssen                   |
| Haarlem          | Haarlem          | Jan Gijzenkade              | 14.500     | Barry Hughes                   |
| Heracles         | Almelo           | Bornsestraat                | 20.000     | Toon Valks                     |
| Holland Sport    | Den Haag         | Houtrust                    | 25.000     | Cor van der Hart               |
| HVC              | Amersfoort       | Birkhoven                   | 10.000     | Hans Croon                     |
| RBC              | Roosendaal       | De Luiten                   | 5.900      | Arend Koolen                   |
| RCH              | Heemstede        | Sportparklaan               | 18.000     | Tinus van der Pijl Piet Peeman |
| SC Cambuur       | Leeuwarden       | Cambuurstadion              | 16.000     | Piet de Wolf                   |
| SVV              | Schiedam         | Harga                       | 14.000     | Rinus Gosens                   |
| Velox            | Utrecht          | Galgenwaard                 | 23.000     | Piet Kraak                     |
| Vitesse          | Arnhem           | Nieuw-Monnikenhuize         | 18.000     | Frans de Munck                 |
| Willem II        | Tilburg          | Gemeentelijk Sportpark      | 20.000     | Jaap van der Leck              |

### Eindstand
| pos | club             | gs | w  | g  | v  | pnt | dv | dt | ds  |
| --- | ---------------- | -- | -- | -- | -- | --- | -- | -- | --- |
| 1.  | Holland Sport    | 36 | 23 | 7  | 6  | 53  | 72 | 30 | 42  |
| 2.  | AZ '67           | 36 | 18 | 14 | 4  | 50  | 57 | 22 | 35  |
| 3.  | FC Den Bosch '67 | 36 | 18 | 12 | 6  | 48  | 62 | 39 | 23  |
| 4.  | Willem II        | 36 | 20 | 6  | 10 | 46  | 69 | 40 | 29  |
| 5.  | Vitesse          | 36 | 15 | 11 | 10 | 41  | 53 | 48 | 5   |
| 6.  | Haarlem          | 36 | 13 | 14 | 9  | 40  | 49 | 41 | 8   |
| 7.  | Blauw-Wit        | 36 | 12 | 16 | 8  | 40  | 40 | 34 | 6   |
| 8.  | Elinkwijk        | 36 | 12 | 15 | 9  | 39  | 59 | 53 | 6   |
| 9.  | SC Cambuur       | 36 | 14 | 10 | 12 | 38  | 46 | 40 | 6   |
| 10. | D.F.C.           | 36 | 13 | 11 | 12 | 37  | 65 | 55 | 10  |
| 11. | Heracles         | 36 | 13 | 11 | 12 | 37  | 49 | 45 | 4   |
| 12. | HVC              | 36 | 12 | 13 | 11 | 37  | 47 | 44 | 3   |
| 13. | Eindhoven        | 36 | 10 | 12 | 14 | 32  | 50 | 66 | -16 |
| 14. | RBC              | 36 | 11 | 8  | 17 | 30  | 33 | 54 | -21 |
| 15. | De Volewijckers  | 36 | 8  | 11 | 17 | 27  | 42 | 48 | -6  |
| 16. | SVV              | 36 | 7  | 13 | 16 | 27  | 43 | 66 | -23 |
| 17. | RCH              | 36 | 7  | 9  | 20 | 23  | 39 | 65 | -26 |
| 18. | FC VVV           | 36 | 9  | 5  | 22 | 23  | 47 | 81 | -34 |
| 19. | Velox            | 36 | 2  | 12 | 22 | 16  | 26 | 77 | -51 |

#### Legenda
| Kleur | Kwalificatie voor                 |
| ----- | --------------------------------- |
|       | Promotie naar de Eredivisie       |
|       | Degradatie naar de Tweede divisie |

### Uitslagen
|                  | AZ    | BLW   | DBO   | CAM   | DFC   | EVV   | ELI   | HFC   | HER   | HOL   | HVC   | RBC   | RCH   | SVV   | VLX   | VIT   | VWK   | VVV   | WIL   |
| ---------------- | ----- | ----- | ----- | ----- | ----- | ----- | ----- | ----- | ----- | ----- | ----- | ----- | ----- | ----- | ----- | ----- | ----- | ----- | ----- |
| AZ '67           |       | 4 – 0 | 1 – 1 | 0 – 0 | 0 – 0 | 2 – 0 | 2 – 2 | 2 – 1 | 2 – 0 | 2 – 1 | 0 – 0 | 1 – 0 | 4 – 0 | 2 – 2 | 0 – 2 | 2 – 0 | 2 – 0 | 7 – 0 | 2 – 2 |
| Blauw-Wit        | 0 – 0 |       | 1 – 3 | 1 – 0 | 4 – 0 | 3 – 0 | 2 – 2 | 1 – 1 | 2 – 0 | 1 – 0 | 1 – 0 | 0 – 0 | 0 – 0 | 0 – 0 | 1 – 1 | 0 – 0 | 0 – 0 | 1 – 1 | 2 – 2 |
| FC Den Bosch '67 | 2 – 2 | 2 – 2 |       | 1 – 0 | 0 – 0 | 0 – 0 | 1 – 1 | 3 – 0 | 3 – 2 | 1 – 0 | 1 – 1 | 4 – 1 | 2 – 0 | 3 – 1 | 8 – 0 | 3 – 0 | 1 – 1 | 3 – 0 | 1 – 3 |
| SC Cambuur       | 1 – 1 | 1 – 2 | 0 – 0 |       | 1 – 0 | 3 – 0 | 2 – 1 | 0 – 0 | 0 – 0 | 1 – 1 | 0 – 1 | 8 – 1 | 3 – 2 | 4 – 2 | 2 – 1 | 1 – 1 | 0 – 2 | 1 – 0 | 1 – 2 |
| D.F.C.           | 1 – 1 | 2 – 0 | 6 – 1 | 2 – 4 |       | 4 – 1 | 2 – 4 | 0 – 0 | 1 – 1 | 0 – 3 | 4 – 0 | 6 – 0 | 5 – 2 | 3 – 0 | 4 – 0 | 1 – 3 | 1 – 1 | 4 – 2 | 2 – 1 |
| Eindhoven        | 2 – 1 | 1 – 0 | 4 – 2 | 0 – 1 | 3 – 1 |       | 2 – 2 | 2 – 2 | 1 – 1 | 2 – 5 | 4 – 1 | 1 – 1 | 2 – 0 | 1 – 1 | 4 – 2 | 2 – 2 | 3 – 2 | 3 – 2 | 0 – 2 |
| Elinkwijk        | 1 – 0 | 1 – 1 | 1 – 2 | 2 – 0 | 1 – 1 | 4 – 2 |       | 2 – 2 | 1 – 0 | 1 – 0 | 1 – 2 | 2 – 0 | 2 – 2 | 3 – 2 | 1 – 1 | 3 – 3 | 1 – 0 | 2 – 0 | 1 – 2 |
| Haarlem          | 0 – 0 | 0 – 1 | 2 – 0 | 4 – 1 | 0 – 0 | 2 – 0 | 1 – 1 |       | 1 – 1 | 0 – 2 | 1 – 1 | 4 – 1 | 3 – 1 | 3 – 1 | 1 – 1 | 2 – 1 | 3 – 1 | 3 – 2 | 1 – 0 |
| Heracles         | 1 – 0 | 0 – 2 | 1 – 1 | 2 – 0 | 2 – 2 | 3 – 0 | 3 – 1 | 1 – 1 |       | 0 – 1 | 3 – 1 | 1 – 0 | 1 – 1 | 1 – 0 | 6 – 0 | 3 – 1 | 1 – 0 | 3 – 0 | 0 – 1 |
| Holland Sport    | 0 – 2 | 1 – 1 | 2 – 0 | 1 – 1 | 4 – 1 | 1 – 0 | 2 – 1 | 1 – 0 | 4 – 2 |       | 3 – 3 | 3 – 2 | 1 – 0 | 5 – 1 | 4 – 0 | 1 – 1 | 2 – 1 | 6 – 1 | 3 – 1 |
| HVC              | 1 – 1 | 2 – 0 | 1 – 2 | 0 – 0 | 2 – 0 | 3 – 1 | 2 – 2 | 1 – 1 | 0 – 1 | 0 – 0 |       | 2 – 0 | 1 – 0 | 1 – 2 | 0 – 0 | 1 – 2 | 0 – 0 | 3 – 1 | 2 – 0 |
| RBC              | 0 – 2 | 1 – 1 | 1 – 0 | 1 – 0 | 3 – 0 | 0 – 0 | 2 – 1 | 1 – 2 | 0 – 0 | 0 – 2 | 1 – 1 |       | 2 – 0 | 0 – 0 | 2 – 0 | 2 – 0 | 0 – 2 | 1 – 0 | 2 – 0 |
| RCH              | 0 – 2 | 1 – 0 | 0 – 1 | 0 – 1 | 1 – 2 | 2 – 2 | 0 – 0 | 1 – 2 | 3 – 2 | 0 – 2 | 2 – 0 | 1 – 4 |       | 3 – 4 | 3 – 3 | 0 – 2 | 2 – 1 | 1 – 0 | 2 – 2 |
| SVV              | 0 – 1 | 0 – 4 | 1 – 1 | 2 – 3 | 1 – 1 | 3 – 1 | 2 – 3 | 0 – 2 | 2 – 2 | 0 – 3 | 1 – 4 | 1 – 0 | 2 – 2 |       | 0 – 2 | 3 – 2 | 2 – 1 | 4 – 1 | 1 – 1 |
| Velox            | 0 – 2 | 1 – 4 | 0 – 1 | 0 – 2 | 2 – 3 | 2 – 2 | 0 – 0 | 2 – 2 | 1 – 2 | 1 – 3 | 0 – 0 | 1 – 2 | 0 – 2 | 0 – 0 |       | 0 – 0 | 1 – 1 | 0 – 3 | 1 – 2 |
| Vitesse          | 0 – 2 | 3 – 0 | 1 – 1 | 2 – 1 | 1 – 1 | 3 – 0 | 3 – 3 | 2 – 1 | 2 – 1 | 1 – 0 | 1 – 4 | 3 – 1 | 0 – 0 | 1 – 1 | 2 – 0 |       | 2 – 1 | 2 – 0 | 1 – 2 |
| De Volewijckers  | 1 – 2 | 0 – 1 | 2 – 3 | 0 – 0 | 0 – 2 | 1 – 1 | 3 – 1 | 2 – 0 | 0 – 0 | 1 – 2 | 3 – 0 | 1 – 1 | 3 – 2 | 0 – 0 | 2 – 0 | 1 – 2 |       | 3 – 0 | 0 – 0 |
| FC VVV           | 1 – 3 | 1 – 1 | 0 – 2 | 2 – 3 | 2 – 1 | 2 – 2 | 3 – 2 | 1 – 0 | 7 – 1 | 0 – 0 | 1 – 5 | 2 – 0 | 1 – 3 | 0 – 0 | 3 – 1 | 4 – 2 | 4 – 2 |       | 0 – 2 |
| Willem II        | 0 – 0 | 3 – 0 | 1 – 2 | 3 – 0 | 4 – 2 | 0 – 1 | 1 – 2 | 4 – 1 | 3 – 1 | 1 – 3 | 4 – 1 | 2 – 0 | 3 – 0 | 2 – 1 | 3 – 0 | 0 – 1 | 6 – 3 | 4 – 0 |       |

#### Degradatie
Na afloop van de competitie speelden RCH en FC VVV tweemaal een play-off wedstrijd om lijfsbehoud op neutraal terrein. Op 23 juni 1968 eindigde het eerste duel in Amersfoort onbeslist: 3–3 na verlenging. Drie dagen later troffen beide clubs elkaar opnieuw, ditmaal in Arnhem. RCH won (4–3 na verlenging) en handhaafde zich in de Eerste divisie; FC VVV degradeerde wel.
| Plaats + Datum                                                                            | Wedstrijd    | Uitslag                    | Scoreverloop |
| ----------------------------------------------------------------------------------------- | ------------ | -------------------------- | --- |
| 23 juni 1968, Amersfoort, Birkhoven 1.500 toeschouwers Scheidsrechter: Janus Aalbrecht    | RCH – FC VVV | 3 – 3 n.v. (3 – 3) (1 – 1) | 30' Gerrie de Goede 1–0, 42' Frans Derix 1–1, 59' Jan Verbong 1–2, 65' Gerrie de Goede 2–2, 86' Frans Derix 2–3, 90' Herman Seegers 3–3                |
| 26 juni 1968, Arnhem, Nieuw-Monnikenhuize 2.500 toeschouwers Scheidsrechter: Koen Brouwer | RCH – FC VVV | 4 – 3 n.v. (3 – 3) (0 – 2) | 8' Jan Verbong 0–1, 14' Frans Derix 0–2, 48' Dick Meijer 1–2, 52' Gerrie de Goede 2–2, 63' Don Burhenne 2–3, Gerrie de Goede 3–3, 107' Dick Meijer 4–3 |

## Topscorers
| #  | Naam              | Club             | Goal |
| -- | ----------------- | ---------------- | ---- |
| 1. | Sjaak Roggeveen   | Holland Sport    | 31   |
| 2. | Ger Saris         | Willem II        | 23   |
| 3. | Wout van Meeteren | SVV              | 20   |
| 4. | Herman Morsink    | Heracles         | 19   |
| 5. | Hans Verhagen     | Vitesse          | 17   |
| 6. | Cees de Wolf      | Haarlem          | 15   |
| 7. | Mosje Temming     | HVC              | 14   |
|    | Ben Tinus         | FC Den Bosch '67 | 14   |
| 9. | Wietze Couperus   | Haarlem          | 13   |
|    | Joop Oomens       | Elinkwijk        | 13   |
|    | Siem Tijm         | AZ '67           | 13   |

AZ '67 ·
Blauw-Wit ·
Cambuur ·
FC Den Bosch '67 ·
D.F.C. ·
Elinkwijk ·
Eindhoven ·
Haarlem ·
Heracles ·
Holland Sport ·
HVC ·
RBC ·
RCH ·
SVV ·
Velox ·
Vitesse ·
De Volewijckers ·
FC VVV ·
Willem II
Eerste klasse

1955/56

Eerste divisie

1956/57 · 1957/58 · 1958/59 · 1959/60 · 1960/61 · 1961/62 · 1962/63 · 1963/64 · 1964/65 · 1965/66 · 1966/67 · 1967/68 · 1968/69 · 1969/70 · 1970/71 · 1971/72 · 1972/73 · 1973/74 · 1974/75 · 1975/76 · 1976/77 · 1977/78 · 1978/79 · 1979/80 · 1980/81 · 1981/82 · 1982/83 · 1983/84 · 1984/85 · 1985/86 · 1986/87 · 1987/88 · 1988/89 · 1989/90 · 1990/91 · 1991/92 · 1992/93 · 1993/94 · 1994/95 · 1995/96 · 1996/97 · 1997/98 · 1998/99 · 1999/00 · 2000/01 · 2001/02 · 2002/03 · 2003/04 · 2004/05 · 2005/06 · 2006/07 · 2007/08 · 2008/09 · 2009/10 · 2010/11 · 2011/12 · 2012/13 · 2013/14 · 2014/15 · 2015/16 · 2016/17 · 2017/18 · 2018/19 · 2019/20 · 2020/21 · 2021/22 · 2022/23 · 2023/24 · 2024/25

Eredivisie · Eerste divisie · Johan Cruijff Schaal · KNVB Beker · Play-offs